# Djupinlärning

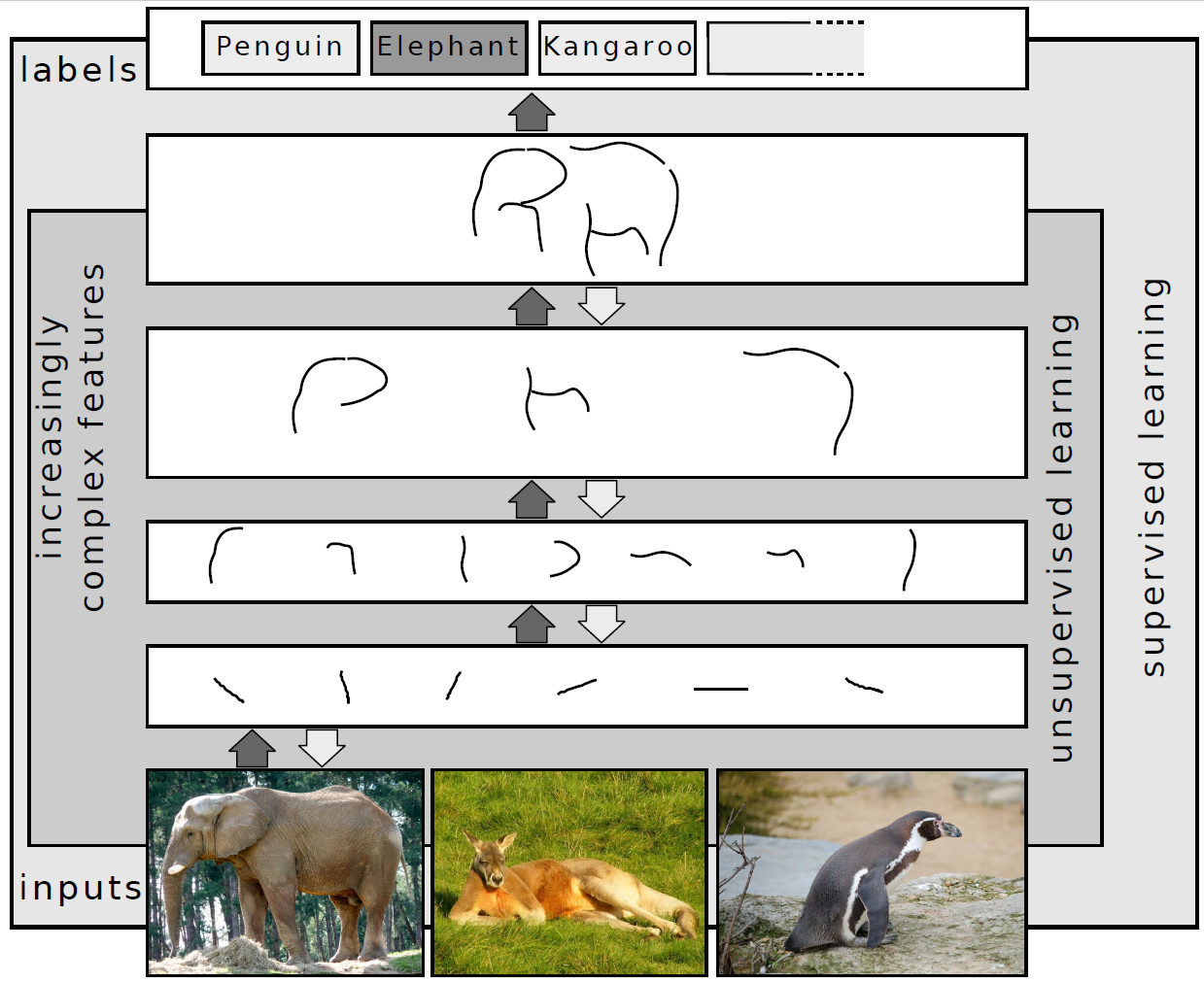
Schematisk översikt över lagervis inlärning av funktionshierarkier. Allt mer komplexa egenskaper bestäms från input med hjälp av oövervakat lärande. Funktionerna kan användas för övervakad uppgiftsinlärning.

Djupinlärning (engelska: Deep Learning) är en underkategori till maskinlärning och artificiell intelligens som använder sig av neurala nätverk med flera lager för att lära och generalisera mönster i data. Djupinlärning är en av de mest framgångsrika tillämpningarna av artificiell intelligens i modern tid och har haft en stor påverkan på områden som bildigenkänning, taligenkänning, textanalys och spel.

## Historik
Djupinlärning har sina rötter i 1940-talet och 1950-talet när forskare som Warren McCulloch och Walter Pitts, och senare David Marr, började utveckla de första modellerna för neurala nätverk. På 1960-talet utvecklade David Rumelhart och James McClelland de första algoritmerna för träning av neurala nätverk. Men det var inte förrän i början av 2000-talet som djupinlärning började få fart, tack vare utvecklingen av stora datamängder, kraftfulla datorer och öppen källkod-bibliotek.

## Typiska egenskaper
Djupinlärning har flera typiska egenskaper som skiljer den från traditionell maskinlärning:
- Flerskiktiga neurala nätverk: Djupinlärning använder sig av neurala nätverk med flera lager (ofta hundratals) för att lära och generalisera mönster i data.[2]
- Lär av sig själva: Djupinlärningsmodeller kan lära av sig själva genom att utnyttja stora mängder data och generera representativa funktioner.
- Automatiskt urval av funktioner: Djupinlärning kan automatiskt urvälja funktioner (eller mönster) i data, vilket förbättrar den generella prestandan på modellen.[3]
- Parallelisering: Djupinlärning kan utföras parallellt på flera CPU-kärnor eller GPU-enheter, vilket möjliggör snabbare tränings- och testtid.

## Applikationer
Djupinlärning har haft stor framgång i en mängd olika applikationer, bland annat:
- Bildigenkänning: Djupinlärning har använts för att utveckla modeller som kan igenkänna objekt och klassificera bilder.
- Taligenkänning: Djupinlärning har använts för att utveckla modeller som kan igenkänna och transkribera tal.
- Textanalys: Djupinlärning har använts för att utveckla modeller som kan analysera och klassificera text.
- Spel: Djupinlärning har använts för att utveckla modeller som kan spela och vinna på spel som schack och Go.

## Kritik och begränsningar
Djupinlärning har också vissa begränsningar och kritik, bland annat:
- Databeroende: Djupinlärning är starkt beroende av tillgång till stora mängder data för att träna modeller.
- Beräkningsintensitet: Djupinlärning kräver ofta enorma beräkningsresurser för att träna och köra modeller.
- Svårigheter vid tolkning: Djupinlärningsmodeller kan vara svåra att tolka och förstå, vilket kan göra dem mindre öppna och transparenta.